# Перенесення мощей святого Миколая
Перенесення мощей Святого Миколая з Мір Лікійських у Барі (Микола Весняний) — релігійне та народне свято східних слов'ян, меншою мірою, південних слов'ян, молдован та румунів. Християни, які дотримуються григоріанського та новоюліанського календарів, святкують його 9 травня кожного року. Свято відзначається в пам'ять перенесення мощей святителя Миколая з Мир Лікійських (сучасна Туреччина) в Барі, на італійському півострові, щоб врятувати їх від турків, які переслідували християн та руйнували їх храми і святині. У наш час мощі Миколая Чудотворця зберігаються в базиліці Святого Миколая в Барі.

## Історія
У XI столітті грецька імперія переживала важкий час. Турки спустошували її володіння в Малій Азії, розоряли міста і села, вбивали їх жителів і супроводжували свої жорстокості зневагою святих храмів, мощей, ікон та книг. Мусульмани робили замах знищити мощі святителя Миколая, глибоко шанованого всім християнським світом.
Осквернення святинь обурювало не тільки східних, але і західних християн. Особливо побоювалися за мощі святителя Миколая християни в Італії, серед яких було багато греків. Жителі міста Барі, розташованого на березі Адріатичного моря, вирішили врятувати мощі святителя Миколая.
Їх барійські моряки «здобули» (по суті, викрали) у ченців Лікії в XI столітті, коли християнським святиням погрожувало захоплення мусульманами.
8 травня кораблі повернулися до Барі, і скоро радісна звістка облетіла все місто. Наступного дня, 9 травня, мощі святителя Миколая урочисто перенесли до церкви святого Стефана, що знаходилася недалеко від моря. Через рік була побудована церква на честь святителя Миколая і освячена папою Урбаном II.
У Маларському соборі (10-15.09.1089 р.), скликаному Римським папою Урбаном II для примирення церков брала участь й делегація Київської православної митрополії, яку благословив Митрополит Київський і всієї Руси Іван III. Члени цієї місії були у м. Барі на освячені перенесеної гробниці св. Миколая.

## Свято в Україні
У народному календарі свято назву Миколи Весняного або Теплого на відміну від зимового Миколи, який святкується 6 грудня. Святий Миколай вважається покровителем тварин, худоби, а також хліборобів та землеробства. Теплий Микола — одне із головних свят конюхів, у цей день був коней у поле на першу пашу. На знак цього на сільському майдані, посеред села, священники кропили коней свяченою водою. В полі їздили вершники — «щоб нечиста сила коней не мучила». Микола весняний вважався чоловічим святом, і багато хлопців вперше випасали коней цілу ніч.
Із цим святом пов'язано декілька приказок:
- «Прийшов Миколай — коней випасай»;
- «Юрій з теплом, а Микола з кормом»;
- «Святий Юрій пасе корів, а Микола — коней».